# Famille du Val-Richer
La famille du Val-Richer est une importante famille rouennaise du XIIIe siècle.

## Historique
La famille descend de Geoffroy le Changeur, proche du duc de Normandie, tout comme Laurent du Donjon. La richesse de la famille est fondée sur la possession de moulins.
Le premier membre de la famille connu à accéder à la mairie de Rouen est Jean en 1232. Il faudra attendre 1347 pour qu'un autre membre de la famille redevienne maire.

## Possessions
La famille est établie dans différentes paroisses : Saint-Herblanc, Saint-Éloi, Saint-Étienne-des-Tonneliers. Elle possède des maisons dans les paroisses proches de la Seine : Saint-Vincent, Saint-Éloi, Saint-Pierre-du-Châtel, Saint-Cande-le-Jeune et Saint-Godard.
Les Val-Richer possèdent le moulin de Martainville et celui de la Bretêque. Vincent du Val-Richer et son neveu Jean les cèdent avec plusieurs autres propriétés à la ville de Rouen en 1282 moyennant une rente de 200 livres. Cette rente sera cédée en 1391 et 1407 à Robert Alorge.

## Membres notables
- Geoffroy le Changeur est un des principaux responsables de la gestion des finances ducales. Il est utilisé comme agent financier et débourse d'importantes sommes pour la défense de la frontière orientale de la Normandie et payer des mercenaires. Il prélève en 1195 pour le compte du duc les taxes sur les cuirs, la laine et le sel. Il devient grâce à la faveur du duc Richard propriétaire de moulins à Martainville. Il joue le même rôle sous Jean sans Terre mais ne deviendra jamais vicomte de Rouen[1]. Il sera un des principaux négociateurs lors de la capitulation de Rouen en 1204.
- Vincent, ancien maire de Rouen, devient en 1277 bailli de Caux.
- Philippe du Val-Richer afferme en 1317 la Vicomté de l'Eau avec un associé pour 2 229 livres.

## Pour approfondir